# Техасская резня бензопилой (фильм, 2022)
«Техасская резня бензопилой» (англ. Texas Chainsaw Massacre) — американский слэшер режиссёра Дэвида Блу Гарсии. Фильм является прямым продолжением оригинального фильма 1974 года и девятым фильмом серии, однако, как подметил сценарист Федерико Альварес, не вычёркивает из канона события первых трёх сиквелов. Премьера состоялась 18 февраля 2022 года на сервисе Netflix (изначально планировался кинопрокат). Фильм получил отрицательные оценки критиков, которые назвали его неоригинальным и сравнили с «Хэллоуином» 2018 года, а также обвинили создателей в стремлении заработать денег на ностальгии.

## Сюжет
Спустя 50 лет после совершённых Кожаным лицом убийств в 1973 году молодые предприниматели Мелоди и Данте, сестра Мелоди Лайла и девушка Данте Рут отправляются в заброшенный техасский город Харлоу на автомобиле «Tesla Model S», чтобы продать с аукциона старую недвижимость, дабы создать модный, сильно облагороженный район. Осматривая полуразрушенный приют, группа обнаруживает, что в нём всё ещё живёт пожилая женщина по имени Джинни. Когда она заявляет, что у неё есть документы, подтверждающие, что она до сих пор владеет недвижимостью, вспыхивает спор, который ненадолго прерывает молчаливый и высокий мужчина с верхнего этажа. Затем Джинни теряет сознание от сердечного приступа, и её срочно отправляют в больницу приехавшие шериф с помощником в сопровождении Рут и мужчины.
Инвестор Кэтрин вместе с группой потенциальных покупателей прибывает в Харлоу на большом автобусе, отвлекая Мелоди и Данте. Тем временем Лайла заводит дружбу с местным механиком Рихтером и рассказывает, что пережила стрельбу в школе, из-за чего боится оружия. Джинни умирает по дороге в больницу, и Рут пишет об этом Мелоди, прежде чем мужчина приходит в ярость и убивает офицеров, что приводит к аварии. Когда Рут приходит в себя, она становится свидетелем того, как мужчина, оказавшийся Кожаным лицом, отрезает Джинни лицо, чтобы носить его в качестве маски. Рут пытается вызвать помощь по рации, прежде чем Кожаное лицо убивает её, который затем возвращается в Харлоу.
Во время аукциона Мелоди читает сообщение Рут и собирается уехать с Лайлой. Рихтер подслушивает, как они говорят о смерти Джинни, и отбирает у них ключи, соглашаясь вернуть их, как только те предоставят доказательства того, что правомерно выгнали Джинни из её дома. Предприниматель не находит у себя документа, и вместе с Мелоди Данте возвращается в приют, чтобы найти документы о собственности. Тем временем Салли Хардести, единственная выжившая в резне полувековой давности, а теперь закалённая в боях рейнджер, узнаёт о нападении на Рут и отправляется в город. В приюте Мелоди обнаруживает документы и понимает, что Джинни была выселена незаконно. Кожаное лицо прибывает домой и нападает на Данте, разрубая тому лицо. Мелоди прячется, когда маньяк достаёт из спальни свою бензопилу.
С наступлением ночи на Харлоу обрушивается ливень, и Кэтрин с Лайлой укрываются в автобусе с покупателями. Данте удаётся выбраться, где на улице его обнаруживает Рихтер, прежде чем парень умирает. Рихтер заходит в приют, где в схватке погибает от рук Кожаного лица. Спрятавшаяся ранее Мелоди забирает у Рихтера ключи от машины и автобуса, прежде чем сбежать из дома и наткнуться на Лайлу. Они садятся в автобус, преследуемые Кожаным лицом, который впоследствии проникает внутрь и начинает убивать всех людей в салоне. Сёстры избегают бойни и сталкиваются с приехавшей Салли, которая запирает их в своей машине, прежде чем войти в приют, чтобы наконец отомстить убийце. Она держит его под прицелом, требуя, чтобы он вспомнил боль, которую причинил ей и её друзьям, но встречает только молчание, прежде чем Кожаное лицо уходит. Затем он нападает на сестёр в машине, но их спасает Салли, которая стреляет в маньяка. Салли бросает девушкам ключи, требуя, чтобы те уезжали, а сама идёт искать Кожаное лицо, скрывшееся от пальбы.
Кожаное лицо устраивает засаду и смертельно ранит Салли. Мелоди при попытке сбить его машиной, получает брошенную в лобовое стекло бензопилу и, сворачивая, въезжает в гараж Рихтера, врезаясь в стену. Мелоди в ловушке, прут пробил ей ногу. Она приказывает Лайле бежать. Когда появляется Кожаное лицо, Мелоди извиняется перед ним за смерть Джинни. Далее он собирается убить её, но Лайла окрикивает нападавшего и нажимает на курок автомата Рихтера, который оказался не заряжен или на предохранителе. Во время последующей погони за девушкой Салли стреляет в маньяка, и он сбегает. Перед смертью она призывает Лайлу не бежать, так как он будет вечно преследовать её. Затем Лайла берёт дробовик Салли и преследует Кожаное лицо в заброшенном здании, где тот нападает на неё из засады. Одержавший верх, он собирается убить её. Но выбравшаяся Мелоди пытается спасти сестру. После попаданий из дробовика убийца стоит около пробоины в полу с водой, и Мелоди добивает его ударом бензопилы по лицу, после чего тот падает в воду и опускается на дно.
Наступает рассвет, и девушки спешат уехать. Однако появляется всё ещё живой психопат, вытаскивает Мелоди из машины и обезглавливает её своей бензопилой. В ужасе Лайла наблюдает, как автомобиль на автопилоте увозит её из Харлоу. Кожаное лицо танцует на улице со своей бензопилой и головой Мелоди в руке.
Сцена после титров показывает, как Кожаное лицо направляется к дому, где произошли события первого фильма.

## В ролях
- Сара Яркин — Мелоди, предприниматель из Сан-Франциско
- Элси Фишер — Лайла, сестра Мелоди, фотограф-любитель
- Джейкоб Латимор — Данте, друг Мелоди и Лайлы
- Нелл Хадсон — Рут, девушка Данте
- Мо Данфорд — Рихтер, механик
- Марк Бёрнэм — Кожаное лицо
- Олуэн Фуэре — Салли Хардести, техасский рейнджер и единственная выжившая после убийств Кожаного лица из оригинального фильма
- Элис Криге — Джинни Маккамбер
- Уильям Хоуп — шериф Хэтэуэй

## Производство
После выхода приквела 2017 года продюсеры получили право сделать еще пять фильмов о Техасской резне бензопилой. В апреле 2015 года продюсер Криста Кэмпбелл заявила, что судьба возможных фильмов во многом будет зависеть от кассовых сборов и предполагаемой реакции фанатов относительно приквела 2017 года. Кэмпбелл уточнила в декабре 2017 года, что Lionsgate и Millennium Films потеряли права на франшизу из-за времени, которое потребовалось для его выпуска.
24 августа 2018 года Legendary Pictures приобрела права на франшизу и начала разработку нового фильма и телесериала. 19 сентября 2019 года выяснилось, что Феде Альварез продюсирует следующий фильм. В ноябре Deadline сообщил, что Крис Томас Девлин напишет сценарий для перезапуска.
В феврале 2020 года Райан Тохилл и Энди Тохилл были наняты режиссёрами для следующего фильма. В центре сюжета — Кожаное лицо, которому сейчас 60 лет. История будет вращаться вокруг Мелоди и Дримы. Мелоди — «25-летняя жительница Сан-Франциско, которая тащит свою младшую сестру-подростка с собой в командировку в Техас, опасаясь оставить ее одну в городе». Дрима — фотограф-любитель в инвалидной коляске. 24 августа 2020 года братья Тохиллы были уволены на неделю после начала съёмок и были заменены Дэвидом Блу Гарсиа.
15 апреля 2021 стал известно название фильма — «Техасская резня бензопилой», которому присвоили рейтинг «R». Марк Бёрнэм сыграет Кожаное лицо, заменив скончавшегося в 2015 году Гуннара Хансена, а актриса Ольвен Фуэре сыграет Салли Хардести, заменив Марилен Бёрнс. Также в фильме сыграют Джейкоб Латимор, Нелл Хадсон, Джессика Аллейн, Сэм Даглас, Уилльям Хоуп и Джолион Кой. В августе 2021 было объявлено, что фильм выйдет сразу на платформе Netflix.

## Релиз
В октябре 2020 года компания Legendary Pictures запустила официальный сайт фильма. В августе 2021 года было объявлено, что премьера фильма состоится на сервисе Netflix. В октябре 2021 года Феде Альварес сообщил, что дата выхода фильма перенесена на 2022 год. В конце января 2022 года, был представлен трейлер и была названа дата выхода — 18 февраля 2022 года.

## Комментарии
1. ↑  Фильм является прямым продолжением к оригинальному фильму, однако, как подметил сценарист Федерико Альварес, не вычёркивает из канона события первых трёх сиквелов[3][4].